# Kirchenpaueria plumularioides
Kirchenpaueria plumularioides is een hydroïdpoliep uit de familie Kirchenpaueriidae. De poliep komt uit het geslacht Kirchenpaueria. Kirchenpaueria plumularioides werd in 1877 voor het eerst wetenschappelijk beschreven door Clark. 